# Monte Jacques-Cartier
Monte Jacques-Cartier (en francés: Mont Jacques-Cartier) es una montaña en la cordillera conocida como Montañas de Chic-Choc en el este de Quebec, al este de  Canadá. Se eleva unos 1.268 m (4.160 pies), por lo que es la montaña más alta en el sur de Quebec.
Situada en la península de Gaspesia, la montaña está protegida en el Parque Nacional de Gaspésie, y es sede de la última población de caribús de los bosques al sur del río San Lorenzo. La cumbre es accesible por un sendero.